# Donderstenen
Donderstenen is een stalen achtbaan in het Nederlandse attractiepark Avonturenpark Hellendoorn.

## Geschiedenis
Donderstenen opende op 9 april 2005. Het verving de achtbaan Avonturenslang welke werd verkocht aan attractiepark DippieDoe.

## Baandetails
Donderstenen is geproduceerd door Zierer naar het model Force Two en maakt gebruik van 1 trein met 10 wagons die ieder plaats bieden aan 2 personen naast elkaar. De baan is gethematiseerd met 'donderstenen’. 

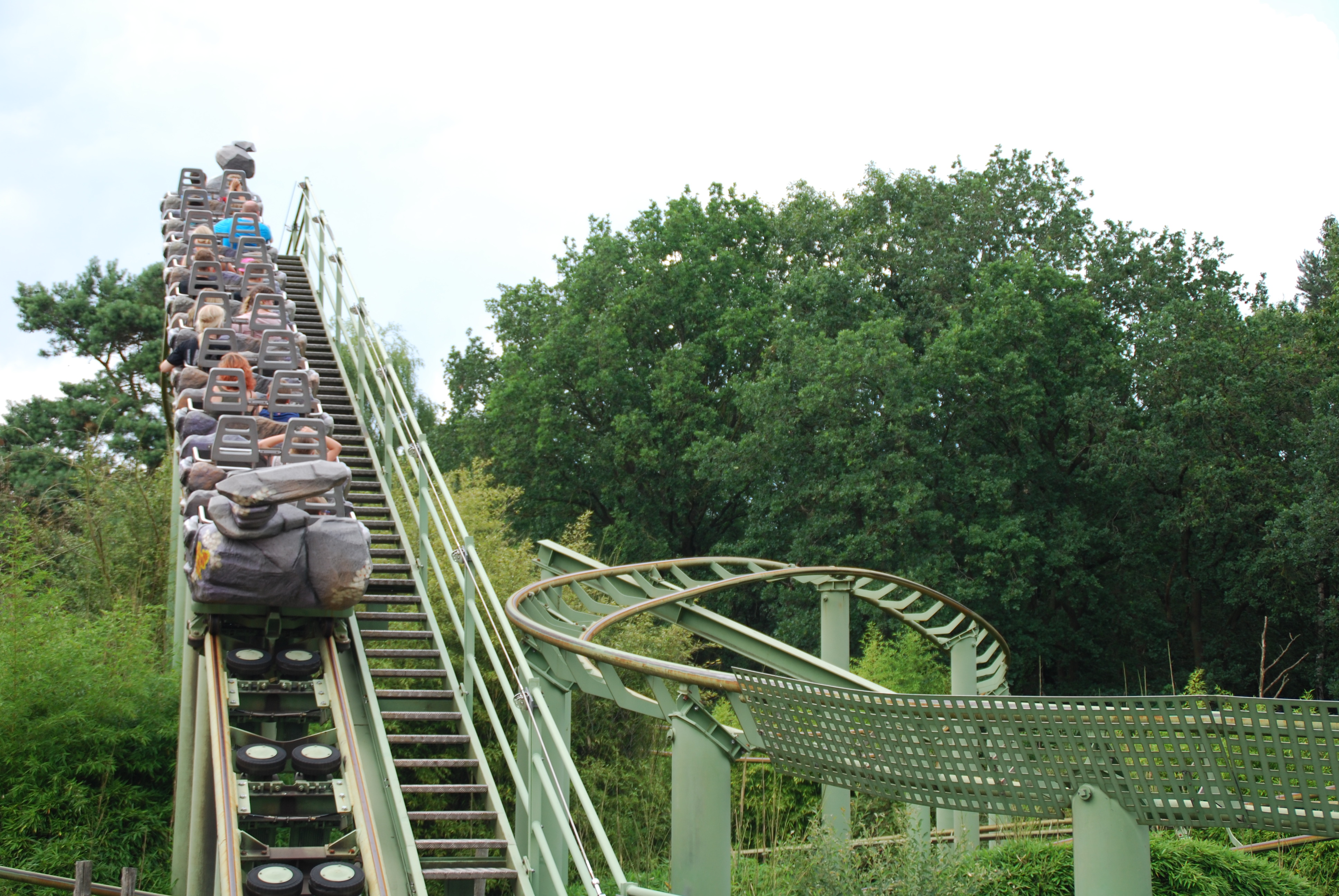
Donderstenen-trein

## Technisch
Tijdens de optakeling wordt een hoogte van 9 meter bereikt. Tijdens de rit behaalt de achtbaan een topsnelheid van 39 km/u en wordt een afstand van 222 meter afgelegd. In de trein is plaats voor maximaal 20 personen.
De optakeling van deze achtbaan wordt gedaan door een wieloptakeling.
Afbeeldingen
 · Lijst van attracties